# Монтегю, Уильям, 2-й граф Солсбери
Уильям Монтегю, 2-й граф Солсбери, KG (англ. William Montague, 2nd Earl of Salisbury; 25 июня 1328 — 3 июня 1397) — английский дворянин и сподвижник королей Эдуарда III и Ричарда II, участник Столетней войны.
Посвящён в рыцари принцем Уэльским во Франции в 1346 году, командир арьергарда при Пуатье, защищал остров Уайт в 1377 году. Сын Уильяма Монтегю, 1-го графа Солсбери, после смерти которого и вплоть до 1393 года был королём острова Мэн.

## Биография
Старший сын Уильяма Монтегю, 1-го графа Солсбери, и Кэтрин Грэндиссон, родился в Сомерсете. После смерти отца, в 1344 году, унаследовал титул графа Солсбери. Согласно договору, был обручён с Джоан Плантагенет, более известной как Прекрасная Дева Кента, и в 1348 году женился на ней, не зная, что она уже тайно обвенчалась с Томасом Холландом. После примерно года совместной жизни брак был аннулирован папой римским Климентом VI в 1349 году.
В 1348 году стал одним из первых рыцарей Ордена Подвязки. В течение многих лет командовал английскими войсками во Франции и был участником ряда сражений (битвы при Креси, Кане, Пуатье и др.) служил командиром арьергарда армии Эдуарда Чёрного Принца в 1355 году. В 1360 году был одним из дворян, подписавших договор в Бретиньи (по которому король Англии отказывался от претензий на французский трон, но оставался герцогом Аквитании). В течение долгого времени Монтегю служил советником короля. Однако в 1369 году поступил на службу к Джону Гонту, герцогу Ланкастеру, отправившись в экспедицию на север Франции с целью заключения мира с Францией. Монтегю помогал Ричарду II подавить восстание Уота Тайлера в 1381 году. В 1385 году сопровождает Ричарда в его экспедиции в Шотландию.
В 1392—1393 годах он продал остров вместе с титулом короля Мэна Уильяму ле Скроупу из Болтона, 1-му графу Уилтшира.
Монтегю женился на Элизабет (1343—1415), дочери Джона де Моуна, барона Моун из Данстера. После свадьбы молодожёны переехали в поместье Бишем в графстве Беркшир, где у них родились две дочери и сын — сэр Уильям Монтегю (около 1361—1382), которого обручили с леди Элизабет Фицалан, дочерью Ричарда Фицалана, 11-го графа Арундела. Однако сэр Уильям погиб на турнире, не оставив потомства. После смерти Уильяма Монтегю, 2-го графа Солсбери, титул и владения унаследовал его племянник — Джон Монтегю, 3-й граф Солсбери.